# Pomacentrus yoshii
Pomacentrus yoshii és una espècie de peix de la família dels pomacèntrids i de l'ordre dels perciformes.

## Morfologia
Els mascles poden assolir els 6,9 cm de longitud total.

## Distribució geogràfica
Es troba al sud de les Illes Marshall.